# Yūki Takada
Yūki Takada (高田 憂希 Takada Yūki?, Kitakyushu, Prefectura de Fukuoka, 16 de marzo de 1993) es una seiyū japonesa afiliada a Mausu Promotion. Después de graduarse de la Escuela de Animación Yoyogi en Fukuoka, se unió Mausu Production en 2015. Es conocida por sus papeles de Rin Kurosawa en Aikatsu! y Aoba Suzukaze en New Game!, donde interpretó los temas iniciales y finales con Megumi Yamaguchi, Ayumi Takeo y Megumi Toda bajo el nombre Fourfolium.

## Filmografía
Los papeles principales están en negrita

### Anime

#### Series de televisión
| Año  | Título                                                                         | Rol               | Refs.         |
| ---- | ------------------------------------------------------------------------------ | ----------------- | ------------- |
| 2012 | Aikatsu!                                                                       | Rin Kurosawa      | [ 1 ]         |
| 2016 | New Game!                                                                      | Aoba Suzukaze     | [ 5 ]         |
| 2017 | Kobayashi-san Chi no Maid Dragon                                               | Elma              | [ 6 ]         |
| 2017 | Busō Shōjo Machiavellism                                                       | Rin Onigawara     | [ 6 ]         |
| 2017 | New Game!!                                                                     | Aoba Suzukaze     | [ 6 ]         |
| 2018 | Mitsuboshi Colors                                                              | Yui Akamatsu      | [ 7 ]         |
| 2018 | To Aru Majutsu no Index III                                                    | Lessar            | [ 8 ]         |
| 2018 | Yagate Kimi ni Naru                                                            | Yuu Koito         | [ 9 ]         |
| 2018 | Ulysses: Jeanne d'Arc to Renkin no Kishi                                       | Philip            | [ 10 ]        |
| 2018 | Karakuri Circus                                                                | Ueda Orie         | [ 6 ]         |
| 2020 | Infinite Dendrogram                                                            | Babylon           | [ 11 ]        |
| 2020 | Kaguya-sama wa Kokurasetai? Tensai-tachi no Ren'ai Zunōsen                     | Rei Onodera       | [ 6 ]         |
| 2020 | King's Raid: Ishi wo Tsugumono-tachi                                           | Reina             | [ 12 ]        |
| 2020 | Dungeon ni Deai o Motomeru no wa Machigatteiru Darō ka III                     | Ray               | [ 6 ]         |
| 2020 | Kami-tachi ni Hirowareta Otoko                                                 | Mizelia           | [ 13 ]        |
| 2020 | Maesetsu!                                                                      | Manatsu Kogarashi | [ 14 ]        |
| 2020 | Dokyū Hentai HxEros                                                            | Yona Ichōgi       | [ 15 ]        |
| 2021 | Horimiya                                                                       | Takako Nishi      | [ 6 ]         |
| 2021 | Mushoku Tensei: Isekai Ittara Honki Dasu                                       | Aisha Greyrat     | [ 6 ]         |
| 2021 | Kobayashi-san Chi no Maid Dragon S                                             | Elma              | [ 16 ]        |
| 2021 | Isekai Shokudō 2                                                               | Pakke             | [ 6 ]         |
| 2021 | Kyūketsuki Sugu Shinu                                                          | Koyuki            | [ 6 ]         |
| 2021 | Sekai Saikō no Ansatsusha, Isekai Kizoku ni Tensei Suru                        | Tarte             | [ 17 ]        |
| 2022 | Kaguya-sama wa Kokurasetai -Ultra Romantic-                                    | Rei Onodera       | [ 18 ]        |
| 2022 | Kunoichi Tsubaki no Mune no Uchi                                               | Suzushiro         | [ 6 ]         |
| 2022 | Dolls' Frontline                                                               | Destroyer         |               |
| 2022 | Yūsha Party wo Tsuihou Sareta Beast Tamer, Saikyōshu no Nekomimi Shōjo to Deau | Natalie Brough    | [ 19 ]        |
| 2022 | Kidou Senshi Gundam: Suisei no Majo                                            | Felsi Rollo       | [ 20 ]        |
| 2022 | Shinobi no Ittoki                                                              | Shione Kо̄zuki     | [ 21 ]        |
| 2022 | Renai Flops                                                                    | Himari Natsukawa  | [ 22 ]        |
| 2023 | Bullbuster                                                                     | Miyuki Shirogane  | [ 23 ]        |
| 2023 | Kami-tachi ni Hirowareta Otoko 2nd Season                                      | Mizelia           | [ 24 ]        |
| 2023 | Kyūketsuki Sugu Shinu 2                                                        | Koyuki            | [ 25 ]        |
| 2023 | Mononogatari                                                                   | Botan Nagatsuki   | [ 26 ]        |
| 2023 | Kidou Senshi Gundam: Suisei no Majo Season 2                                   | Felsi Rollo       | [ 27 ]        |
| 2023 | Dead Mount Death Play                                                          | Rinne Horojima    | [ 28 ]        |
| 2023 | Horimiya: Piece                                                                | Takako Nishi      | [ 29 ]        |
| 2023 | Mononogatari 2nd Season                                                        | Botan Nagatsuki   | [ 30 ]        |
| 2023 | Dead Mount Death Play Part 2                                                   | Rinne Horojima    | [ 31 ]        |
| 2024 | Sengoku Yōko                                                                   | Tama Yōko         | [ 32 ]        |
| 2024 | Henjin no Salad Bowl                                                           | Yuna Naganawa     | [ 33 ]        |
| 2024 | Mushoku Tensei II: Isekai Ittara Honki Dasu Part 2                             | Aisha Greyrat     | [ 34 ]        |
| 2024 | Kaiju No. 8                                                                    | Chica             | [ 35 ]        |
| 2024 | Sengoku Yōko: Senma Konton-hen                                                 | Tama Yōko         | [ 36 ] [ 37 ] |
| 2025 | Chūzenji-sensei Mononoke Kōgiroku                                              | Rie Sannomiya     | [ 38 ]        |

#### Películas
| Año  | Título                                                  | Rol             | Refs.  |
| ---- | ------------------------------------------------------- | --------------- | ------ |
| 2015 | Aikatsu! Music Award: Minna de Shou wo MoracchaimaShow! | Rin Kurosawa    | [ 6 ]  |
| 2016 | Aikatsu!: Nerawareta Mahou no Aikatsu! Card             | Rin Kurosawa    | [ 6 ]  |
| 2017 | Cocolors                                                | Aki             | [ 6 ]  |
| 2021 | Tokyo 7th Sisters: Bokura wa Aozora ni Naru             | Musubi Tendouji | [ 6 ]  |
| 2025 | Kobayashi-san Chi no Maid Dragon: Samishigariya no Ryū  | Elma            | [ 39 ] |
| 2025 | Aikatsu! x PriPara the Movie: Deai no Kiseki!           | Rin Kurosawa    | [ 40 ] |

#### ONAs
| Año  | Título                                                        | Rol            | Refs. |
| ---- | ------------------------------------------------------------- | -------------- | ----- |
| 2016 | Dream Festival!                                               | Azusa Katagiri | [ 6 ] |
| 2016 | Cinderella Girls Gekijou: 5 Shuunen Kinen Short Anime         | Yoshino Yorita | [ 6 ] |
| 2017 | Dream Festival! R                                             | Azusa Katagiri | [ 6 ] |
| 2017 | Cinderella Girls Gekijou: Kayou Cinderella Theater 2nd Season | Yoshino Yorita | [ 6 ] |
| 2019 | Gundam Build Divers Re:Rise                                   | Asha           | [ 6 ] |
| 2020 | Gundam Build Divers Re:Rise 2nd Season                        | Asha           | [ 6 ] |
| 2020 | Gundam Build Divers: Battlogue                                | Asha           | [ 6 ] |
| 2022 | Blue Archive: Beautiful Day Dreamer                           | Midori Saiba   | [ 6 ] |

#### OVAs
| Año  | Título                                                       | Rol           | Refs.  |
| ---- | ------------------------------------------------------------ | ------------- | ------ |
| 2017 | New Game!: Watashi, Shain Ryokou tte Hajimete nano de...     | Aoba Suzukaze | [ 6 ]  |
| 2017 | Kishibe Rohan wa Ugokanai                                    | Hija de Naoto | [ 41 ] |
| 2017 | Busō Shōjo Machiavellism: Doki! "Goken-darake" no Ian Ryokou | Rin Onigawara | [ 6 ]  |

### Videojuegos
- Shironeko Project como Mikan Karatachi[1]
- Tokyo 7th Sisters como Musubi Tendōji[1]
- Aikatsu! My No.1 Stage como Rin Kurosawa[1]
- Nights of Azure[1]
- Girls' Frontline como SR-3MP
- The Idolmaster Cinderella Girls como Yoshino Yorita[42]
- New Game!: The Challenge Stage como Aoba Suzukaze[43]
- Blue Reflection como Hinako Shirai[44]
- King's Raid como Reina[45]
- Food Fantasy como Jiuniang
- Onsen Musume como Yuina Kusatsu[46]
- Atelier Online como Sorrel
- A Certain Magical Virtual-On como Lessar
- Code Vein como Rin Murasame
- Azur Lane como KMS Z18, HMS Icarus
- Fire Emblem Heroes como Tharja, Rhajat, Cherche
- Blue Archive como Midori Saiba
- Alchemy Stars como Paloma
- The Caligula Effect 2 como Kranke[47]
- Blue Reflection: Second Light como Hinako Shirai[48]